# محمود محمود (سياسي)
محمود محمود (بالفارسية: محمود محمود) هو مترجم وكاتب ومؤرخ وسياسي إيراني، ولد في 1882 في تبريز في إيران، وتوفي في 1965 في طهران في إيران. حزبياً، نشط في Socialist Party (Iran) ‏. وقد انتخب عضو مجلس الشورى الإسلامي.